# イスティクラル
イスティクラル またはイスティクラル･モスク、インドネシア国立モスク（インドネシア語：Masjid Istiqlal）はインドネシアの首都･ジャカルタ中心部に位置する、イスラム教の寺院であるモスクである。

## 概要

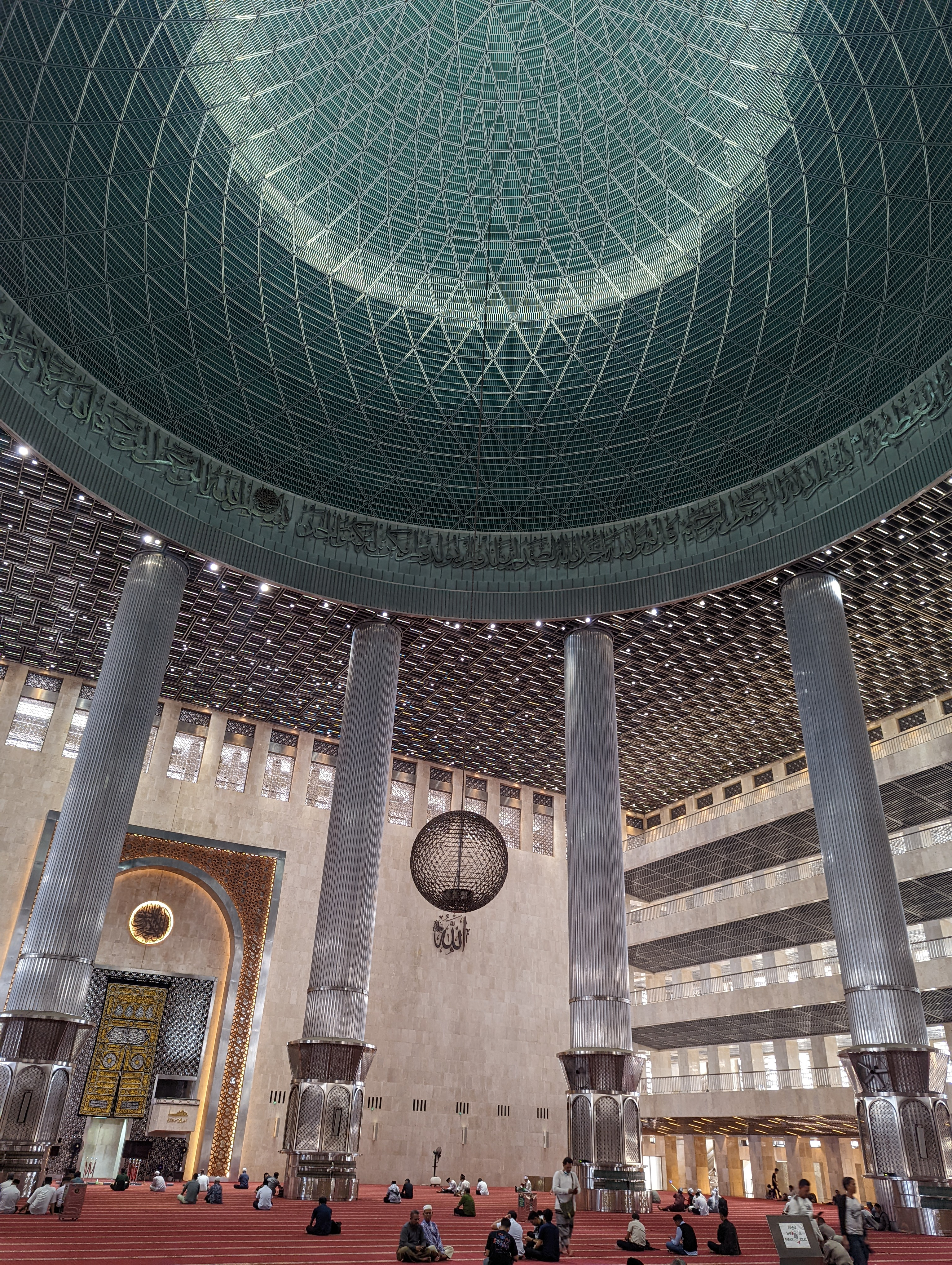
モスク内部

モスク外観

イスティクラルはジャカルタの最重要部･ムルデカ広場の北東に位置している。1978年に17年の歳月をかけて建設された。世界最大のムスリム人口を抱えるインドネシアに相応しく世界有数の規模のモスクである。5階建で直径45mの白亜のドームを冠する。礼拝所は男女別に分かれており、12万人を収容できる。イスラム教がインドネシアにとって重要であることを示す建物である。建物の名称になっている「イスティクラル」とは、アラビア語で「イスティクラール」 استقلال istiqlāl といい「独立」を意味する。
イスティクラルにはグランドイマーム1人、副グランドイマーム1人、イマーム7人がおり、現在のグランドイマームは2024年より宗教大臣を務めているナサルディン・ウマールである。
東隣に立地するカトリック教会のジャカルタ大聖堂と友好的な関係を築いており、互いの駐車場を相互に利用できる協定を結んでいる。地下トンネルがあるため道路を渡らずに移動できる。
住所：Jl. Taman Wijaya Kusuma, Daerah Khusus Ibukota Jakarta 10710